# Giuseppe Aldo Randegger
Giuseppe Aldo Randegger   (Nàpols, 17 de febrer de 1874 - Nova York, 30 de novembre de 1946) fou un compositor i pianista italià.
Estudià en el conservatori de la seva ciutat natal i després de fer-se conèixer per Europa com a concertista, es traslladà als Estats Units on entre 1893 i 1897 fou director d'un club musical d'Atlanta i del Hamilton College of Music i més endavant fundà un Conservatori que portava el seu nom. A principis del segle XX fundà una Societat per la promoció de la música italiana.
Les seves obres principals són: The Promise of Medea, poema simfònic; un preludi per a orquestra, diverses melodies vocals i diferents composicions per a piano.